# Mylochromis gracilis
Mylochromis gracilis là một loài cá thuộc họ Cichlidae. It is occcasionally called "Torpedostripe Haplochromis" hoặc traded as "Haplochromis 'torpedo stripe'", but this also refers to Haplochromis gracilior.
Nó là loài đặc hữu của Malawi. Môi trường sống tự nhiên của chúng là hồ nước ngọt.